# Saint-Preuil
Saint-Preuil település Franciaországban, Charente megyében. Lakosainak száma 302 fő (2022. január 1.). Saint-Preuil Bonneuil, Bouteville, Saint-Même-les-Carrières, Segonzac és Lignières-Ambleville községekkel határos.

## Népesség
A település népessége az elmúlt években az alábbi módon változott:
| Lakosok száma | 408  | 317  | 288  | 299  | 282  | 284  | 292  | 296  | 295  | 302  |
|               | 1968 | 1982 | 1990 | 2006 | 2013 | 2015 | 2017 | 2019 | 2020 | 2022 |